# Prêmio Remsen
O Prêmio Remsen (em inglês:  Remsen Award) é um prêmio anual de química da American Chemical Society (Maryland Section), concedido desde 1946. Homenageia Ira Remsen.